# Auri Mastropiero
Auri Mastropiero (venecià: Orio Mastropiero; mort el 13 de juny del 1192) o Malipiero fou un home d'estat venecià, dux de Venècia des del 1178 fins al 1192.
Fou elegit pel Consell de Quaranta el 1178 després de la retirada de Sebastià Ziani. Anteriorment havia estat ambaixador al Regne de Sicília el 1175 amb la comesa de negociar un tractat amb el rei Guillem II. El 1172 ja havia estat l'opció preferida dels electors per succeir a Vidal II Michiel com a dux, però feu un pas al costat en benefici de Ziani, que era més vell i ric.
Complí el seu mandat sense pena ni glòria, a banda d'una revolta contra el domini venecià a Zara que gaudia del suport del rei Béla III d'Hongria. El destret financer de Venècia feu que trigués a respondre, però la república acabà reaccionant el 1187 o el 1188, quan Mastropiero investí Zara després d'obtenir préstecs de l'aristocràcia veneciana. Tanmateix, el papa Gregori VIII exigí una aturada immediata de les hostilitats, puix que la Tercera Croada estava a punt de partir i caldria una munió de soldats cristians.
El maig del 1192, malalt, Mastropiero abdicà com a dux i es retirà al monestir de la Santa Creu, on morí el 13 de juny del 1192.